# Выселок Стега
Выселок Стега — деревня в Бежаницком районе Псковской области. Входит в состав сельского поселения муниципальное образование «Ашевское».
Расположена в 20 км к северу-западу от райцентра, посёлка Бежаницы, и в 20 км к северу от волостного центра, деревни Махново.

## Население
Численность населения по оценке на 2000 год составляла 4 жителя.

## История
До 3 июня 2010 года деревня входила в состав ныне упразднённой Ашевской волости.